# مين جين
مين جين (بالصينية: 闵劲) (24 مايو 1978 في الصين - ) هو لاعب كرة قدم صيني في مركز الوسط. لعب مع جيانغسو سونينغ وشانغهاي غرينلاند شينهوا وغوانغجو إفرغراند تاوباو ونادي غوانغجو آر أند إف وChengdu Tiancheng F.C. ‏ وWuhan Yaqi F.C. ‏ وLanwa F.C. ‏.

## وصلات خارجية
- مين جين على موقع Soccerway.com (الإنجليزية)